# Rat des Widerstands für die Republik
Rat des Widerstands für die Republik (französisch Conseil de la résistance pour la République, CRR) ist eine von dem ehemaligen Rebellenführer und zuletzt nigrischen Staatsminister Rhissa Ag Boula gegründete Widerstandsgruppe. Das Ziel der Organisation ist den Nationalen Rat für den Schutz des Vaterlandes zu stürzen und Mohamed Bazoum wieder zum Präsidenten von Niger zu machen, nachdem er im Juli 2023 durch einen nigrischen Staatsstreich vom Militär abgesetzt wurde. Sie unterstützt dabei die internationale Intervention der ECOWAS und anderer Akteure.

## Bildung
Die Gruppe wurde am 9. August 2023 von Rhissa Ag Boula gegründet, dem ehemaligen Anführer der Rebellengruppe Front für die Befreiung von Aïr und Azaouak (FLAA), die an zwei Aufständen der Tuareg in den 1990er und 2000er Jahren beteiligt war, und der die nigrische Militärjunta beschuldigte, mit ihrem Putsch gegen Bazoum eine „Tragödie“ inszeniert zu haben. Ein anderes CRR-Mitglied sagte, mehrere nigrische Politiker hätten sich der Gruppe angeschlossen, sich aber aus Sicherheitsgründen geweigert, sich öffentlich zu äußern.